# Hipolit z Pruska
Hipolit z Pruska (? – 1501), též Hypolit z Pruska latinsky Ypolitum de Prussia byl německý františkán působící v českém františkánském vikariátě. V roce 1472 pobýval v později zaniklém klášteře sv. Barbory v Opavě. Zde tehdy dokončil opisování knihy manuálu pro kněze Communiloquium od františkánského teologa 13. století Jana z Walesu. Knihu si zřejmě psal pro svou potřebu a nosíval ji s sebou na svá působiště. Nakonec totiž skončila v olomoucké františkánské knihovně. V Olomouci totiž bratr Hipolit z Pruska v roce 1501 zemřel.